# Panulirus ornatus
Panulirus ornatus е вид десетоного от семейство Palinuridae. Видът не е застрашен от изчезване.

## Разпространение и местообитание
Разпространен е в Австралия (Куинсланд, Нов Южен Уелс и Северна територия), Джибути, Египет, Еритрея, Йемен, Кения, Мозамбик, Нова Каледония, Папуа Нова Гвинея, Саудитска Арабия, Соломонови острови, Сомалия, Танзания, Фиджи, Южна Африка (Квазулу-Натал) и Япония (Кюшу, Хоншу и Шикоку).
Обитава крайбрежията и пясъчните и скалисти дъна на морета и коралови рифове в райони с тропически климат. Среща се на дълбочина от 9 до 1000 m, при температура на водата от 4,4 до 26,5 °C и соленост 34,5 – 35,1 ‰.

## Описание
Популацията на вида е стабилна.